# Tygelsjö församling
Tygelsjö församling var en församling i Lunds stift och i Malmö kommun. Församlingen uppgick 2006 i Tygelsjö-Västra Klagstorps församling.

## Administrativ historik
Församlingen har medeltida ursprung. 
Församlingen utgjorde till 2006 moderförsamling i pastoratet Tygelsjö och (Västra) Klagstorp. Församlingen uppgick 2006 i Tygelsjö-Västra Klagstorps församling.

## Kyrkor
- Tygelsjö kyrka